# Unity (silnik gry)
Unity – silnik do tworzenia trójwymiarowych oraz dwuwymiarowych gier komputerowych lub innych materiałów interaktywnych, takich jak wizualizacje czy animacje. Działa na systemie operacyjnym Microsoft Windows, macOS oraz Linux i pozwala tworzyć aplikacje na przeglądarki internetowe, komputery osobiste, konsole gier wideo oraz urządzenia mobilne. Pierwszy raz zostało zaprezentowane na konferencji Worldwide Developers Conference w 2005 roku.

## Informacje ogólne
Kod źródłowy Unity został napisany głównie w języku C++. Silnik umożliwia pisanie skryptów w trzech językach: UnityScript (podobieństwo składni do JavaScript), C# oraz Boo. Wraz z wersją silnika 5 została usunięta możliwość tworzenia skryptów w języku Boo, choć można nadal z niego korzystać przez środowisko MonoDevelop oraz skrypty napisane w tym języku będą poddawane kompilacji. Począwszy od wersji 2018.2 zakończyło się wsparcie dla UnityScript i istnieje jedynie możliwość kompilacji.
Do wersji 4.6 silnik był udostępniany na licencji płatnej lub darmowej zawierającej ograniczoną funkcjonalność, ale wraz z premierą Unity 5 prawie wszystkie funkcje silnika udostępniono w wersji darmowej dla twórców nie przekraczających 100 tysięcy dolarów dochodów rocznie.
Unity oferuje również tzw. Asset Store, który umożliwia skorzystanie z płatnych lub darmowych komponentów takich jak tekstury lub skrypty.
Silnik ma też możliwość importu bibliotek dynamicznych (DLL), które mogą być importowane w skrypcie i wykorzystywane w dalszej fazie produkcji.
Od wersji 2018.1 unity wspiera Scriptable Render Pipeline który pozwala, tworzyć własny silnik graficzny oraz używać Universal Render Pipeline (Dawniej Lightweight Pipeline) i High Definition Render Pipeilne, do wyświetlana grafiki.
Z dniem 13 marca 2024 roku Unity przeprowadziło zmiany w nazewnictwie swojego silnika. Każda nowa wersja od 2023.3 będzie teraz nosić nazwę Unity 6.

## Wspierane platformy
Unity to wieloplatformowy silnik. Edytor Unity jest obsługiwany na systemach Windows, macOS i platformie Linux, podczas gdy sam silnik obecnie obsługuje tworzenie gier na ponad 19 różnych platform, w tym na urządzenia mobilne, komputery stacjonarne, konsole i rzeczywistość wirtualną. Unity 2020 LTS (Long Term Support) oficjalnie obsługuje następujące platformy:
- Platformy Komputerowe: Windows, Universal Windows Platform, Mac, Linux
- Mobilne Platformy: IOS, tvOS, Android, Android TV
- Platformy Internetowe: WebGL
- Platformy Konsolowe: PlayStation 4, PlayStation 5, Xbox One, Xbox Series X/S, Nintendo Switch
- Platformy Wirtualnej/Rozszerzonej Rzeczywistości: Oculus, PlayStation VR, Google’s ARCore, Apple’s ARKit, Windows Mixed Reality, Magic Leap oraz przez Unity XR SDK[17] Steam VR, Google Cardboard.

Dawniej obsługiwane platformy to Wii, Wii U, PlayStation 3, Xbox 360, Tizen, PlayStation Vita, 3DS, BlackBerry 10, Windows Phone 8, Samsung Smart TV, Gear VR, Daydream, Vuforia, Facebook Gameroom i Stadia. Unity dawniej obsługiwało inne platformy, w tym własny Unity Web Player, czyli wtyczkę do przeglądarki internetowej. Jednak została ona zdezaktualizowana na rzecz WebGL. Od wersji 5 Unity oferuje swoje paczki WebGL skompilowane do języka JavaScript za pomocą dwuetapowego translatora języka (C# do C++ i ostatecznie do JavaScript).
Unity było domyślnym zestawem narzędzi do tworzenia oprogramowania (SDK) używanym w konsoli do gier Wii U od Nintendo, a darmową kopię dołączano do każdej licencji deweloperskiej Wii U.